# چین در المپیک تابستانی ۲۰۰۴
چین در بازی‌های المپیک تابستانی ۲۰۰۴ که در شهر آتن یونان برگزار شد، کاروان چین با ۳۸۴ ورزشکار در این رقابت‌ها شرکت کرد و موفق به کسب ۶۳ مدال (۳۲ طلا، ۱۷ نقره، ۱۴ برنز) شد. در جدول رتبه‌بندی توزیع مدال‌ها، چین در ردهٔ ۲ مسابقات قرار گرفت.